# Siniša Vuco
Siniša Vuco (Split, 29. travnja 1971.), hrvatski pjevač, skladatelj pop i rock glazbe i heavy metala. Skladao je i pisao glazbu za mnoge hrvatske izvođače. 
Siniša Vuco je jedan od rijetkih glazbenika koji se u svojoj karijeri bavi potpuno suprotnim glazbenim žanrovima. Podjednako je prihvaćen kao autor i pjevač nove narodne glazbe i kao autor i izvođač žestokog hard rocka. Tematike njegovih pjesama najčešće su: alkohol, ljubav, žene, patnja i prošlost. Također je glazbenik i njegov brat Hrvoje, član splitske heavy metal grupe Psihijatrija, a glazbom se bavio i njihov otac Luka Vuco Luis. Sin Siniše Vuce Vilibald Vuco je profesionalni nogometaš. Igrao je za Rudeš a veljače 2018. potpisao je za španjolskog prvoligaša Alavesa.

## Životopis

### Glazbena karijera
Vuco je 1987. sa šesnaest godina, nastupio i pobijedio na lokalnom glazbenom natjecanju »Glas Kaštela«. U glazbenom smislu bio je pod velikim utjecajem bosanskih rock sastava kao što su Bijelo dugme, Valentino, Merlin i Vatreni poljubac. Potom je svirao gitaru u sastavima, zajedno s Dennis "Harris" Gabrićem i Ivanom Svalinom (svojim budućim kumom), kao što je Evil Blood. Pjevao je i svirao u splitskom heavy metal sastavu Vatrene Ulice, i u thrash metal sastavu Witchcraft, također iz Splita. Imao je i malo poznat demosastav Magistrala bend.  
Vucin prvi veliki hit bila je pjesma »Molim te vrati se«, koju je otpjevao na splitskom festivalu Melodije hrvatskog Jadrana u duetu s pjevačicom Ivankom Luetić 1992. godine. Na istom festivalu je samostalno izvodio nagrađivane skladbe "Siromasi" i "Ostani". Veliki preokret u svojoj glazbenoj karijeri napravio je u drugoj polovici devedesetih s albumom nove narodne glazbe Volim piti i ljubiti. S ovim izdanjem postigao je veliku popularnost, unatoč radikalnoj promjeni glazbenog stila, iako je u njegovoj glazbi i ranije bilo elemenata turbo folka.
Pisao je i skladao za mnoge popularne hrvatske izvođače kao što su Mišo Kovač, Kemal Monteno, Zlatni dukati, Alka Vuica, Vlado Kalember  i drugi. Napisao je pjesmu Stari se koju izvode Marko Perković Thompson i Tiho Orlić. Dobitnik je diskografske nagrade "Zlatna Ptica" za preko 100.000 prodanih albuma (do 2001.). Zbog kaznene prijave za obiteljsko nasilje uskraćen mu je nastup na Dori 2007., s pjesmom "Zbog tebe" Fedora Boića. Četiri albuma su mu postigla zlatnu a tri srebrnu tiražu.
Utemeljio je i hard rock skupine Živo blato i Klanje ljudi.
U travnju 2008. objavio je da prekida veze s hrvatskom estradom te dobrovoljno napušta Hrvatsku glazbenu uniju. Samovoljno je odlučio i ne davati više izjave za medije. U priopćenju koje je ovjerio kod javnog bilježnika i uputio medijima i HGU između ostaloga stoji:
"Nakon 17 godina bavljenja glazbom i 14 albuma, zbog raznih okolnosti koje su me pratile, odlučio sam da kao pjevač u Hrvatskoj više nikad neću objavljivati pjesme ni albume (osim 'Vuco livea’ koji ću snimiti do kraja ove godine). Također, formalno sam istupio iz Hrvatske glazbene unije, čime želim dati do znanja da se više ne osjećam članom estrade."
Najavio je da će i dalje samo nastupati uživo diljem Hrvatske.
Najavljeni album "Vuco live" uopće nije objavljen. Album koji je izišao nakon ove najave je studijsko izdanje Vuco XI izdan 2011.

### Politički angažman
Siniša Vuco kandidirao se na lokalnim izborima 2001. godine. Kao nositelj nezavisne županijske liste osvojio je 3.307 glasova čime nije prešao izborni prag. 
Godine 2003. kandidirao se kao glavni nositelj liste od trinaest kandidata na parlamentarnim izborima.Neovisna lista na izborima zastupnika u Hrvatski sabor osvojila je 1.021 glas te također nije dobila dovoljan broj glasova za ulazak njenih članova u Hrvatski sabor.
Na parlamentarnim izborima 2011. Vuco se kandidirao kao glavni nositelj Neovisne liste Siniše Vuce. Lista se kandidirala u 1. i 10. izbornoj jedinici. Svaka lista imala je različite kandidate, svaka po 14 osoba. U 1. izbornoj jedinici lista je osvojila 961 glas, a u 10. 2004 glasa, čime nije prijeđen izborni prag. Prilikom predizborne kampanje Vuco je prekinuo medijsku šutnju za koju se ranije opredijelio. U ovom smislu je i vodio kampanju pod nazivom "Šutnja je zlato. Pričat ću u Saboru!". Premda se njegova kampanja više doimala kao svojevrstan performance kao reakcija na vladajuću političku situaciju, a manje kao ozbiljna politička kandidatura.

### Osobni život
Oženio se dva puta i jednom razveo. Trenutno je u braku s Jelenom Vuco. Ima četvero djece, dva sina i dvije kćeri. Jedan od sinova, Vilibald, nastupa za mlađe uzraste Hajduka.
U javnosti je poznat po svojim ekscentričnim i provokativnim istupima: u intervjuima i na koncertima često vrijeđa druge glazbenike, a u Splitu je čak pištoljem prijetio vozaču autobusa koji mu nije htio prevesti plakate do Njemačke.
Objasnio je da se okušao u raznim žanrovima glazbe da bi prehranio svoju mnogobrojnu obitelj, "jer da nema njih otišao bi sam čuvati ovce na Novi Zeland".
U studenom 2007. optužen je da je išamarao suprugu i zajedno s njenom sestrom ju izbacio na ulicu, nakon čega je protiv njega pokrenut sudski postupak. Ovo je kasnije demantirao zajedno sa suprugom, tužba je kasnije povučena.

## Diskografija

### Studijski albumi
1. A gdje si ti – 1993.
2. Vuco II – 1995.
3. Vuco III – 1996.
4. Vuco IV – 1997.
5. Volim piti i ljubiti – 1998.
6. Vuco 2001 – 2001.
7. Vrati se, vrati – 2002.
8. Jesam! – 2004.
9. Volim narodno – 2004.
10. Ne mogu ti to oprostiti – 2007.
11. Vuco XI – 2011.

### Kompilacije
1. Najveći hitovi (Siniša Vuco) – 2000.
2. Megamix (Siniša Vuco) – 2003.
3. Zlatna kolekcija – 2007.
4. Siniša Vuco – The Love Collection – 2012.

### Živo blato
1. Konac konca – 2000.
2. Live in Zagreb 2012. – 2012.

## Vanjske poveznice
- Zadarski List.hr  Arhivirana inačica izvorne stranice od 10. kolovoza 2010. (Wayback Machine) Tomislav Jerak
- Tiffa.tragurium.net sačuvano na Wayback Machine Ante Maljković